# 小米9
小米9是小米科技于2019年2月20日在中国北京市北京工业大学体育馆首次发布的智能手机系列，包含小米9（含小米9透明尊享版）、小米9 SE以及小米9 Pro三款机型，为小米手机数字系列的第八代迭代机型系列。

## 简介

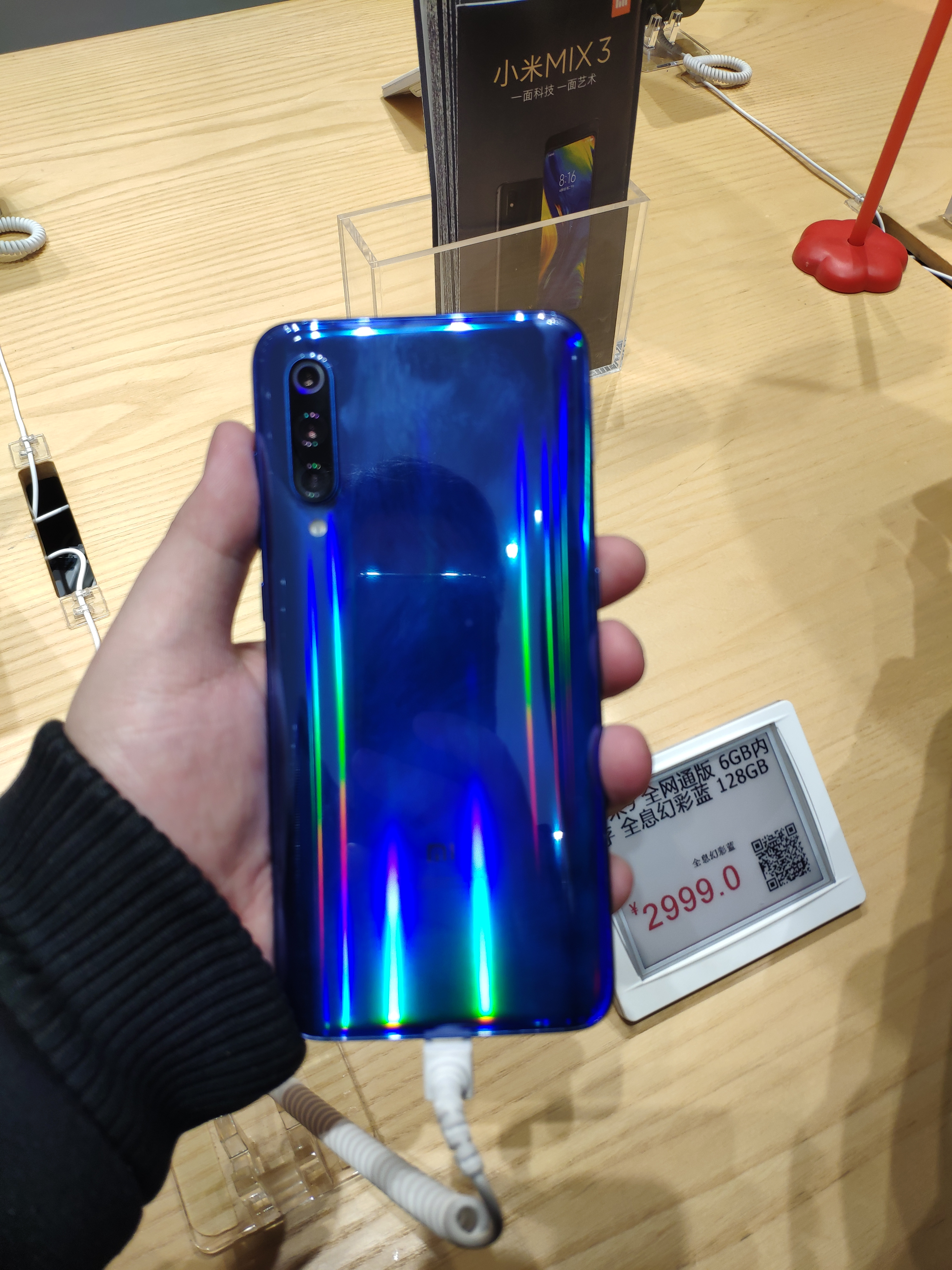
小米9（全息幻彩蓝色）的背面。

小米9使用了由三星电子提供的6.39英寸（对角线）19.5:9比例的AMOLED屏幕，屏幕上方设有水滴形状的前置摄像头凹口，前置摄像头为2000万像素的三星电子S5K3T1传感器，位于机身上方正中心，上边框右上角设置一枚白色的消息提醒灯。机身背面左上角设置三枚摄像头，其中最上方一枚摄像头环绕着一圈亮银色或红色的全系镀膜。三枚摄像头均被同一块长圆形盖板玻璃覆盖，下方为单色温的双闪光灯。后置主相机采用索尼IMX586传感器，配以1200万像素变焦传感器（三星电子S5K3M5）以及1600万像素超广角传感器（索尼IMX481），可实现2倍光学变焦以及0.6倍的超广角拍摄。机身右侧上方设置音量加减键及电源键，顶部设有红外发射端口及降噪麦克风，底部为扬声器出音孔及USB Type-C标准的数据充电接口。
基础配置方面，小米9采用最高主频为2.84GHz的骁龙855处理器（SM8150），有6GB、8GB和12GB三种RAM规格可选，有128G和256G两种ROM规格可选。

### 小米9
小米9采用曲面机身，配色以“全息幻彩色”为主题，分别为全息幻彩蓝（带有镜面炫光镀膜的蓝色机身，蓝色边框）、全息幻彩紫（带有镜面炫光镀膜的淡紫色机身，淡紫色边框）和深空灰（灰色玻璃机身，灰色边框）。厚度仅为7.61毫米，重量达到了173g，但仅内置3300mAh的电池。小米9支持27W功率的有线充电（9V 3A）以及20W功率的无线充电，有6GB RAM/128GB ROM、8GB RAM/128GB ROM以及8GB RAM/256GB ROM三种存储组合，售价分别为2999元、3299元和3699元人民币。
DxOMark在小米9的发布会召开同时公布了小米9后置摄像头的得分，其以107分的成绩位居其所评测过的机型中第三名（截止当时），其中视频拍摄性能为榜单内第一名。

### 小米9透明尊享版
小米9透明尊享版的基本参数和小米9完全相同，仅4800万主摄像头的镜头模组改为7P镜组，并将光圈由f/1.75更改为f/1.47。透明尊享版背板为全透明玻璃，可透过玻璃看到内部布置的绘有特殊图案的盖板，与小米8透明探索版及小米8屏幕指纹版的透明配色相似，边框则为深灰色。仅有12GB RAM/256GB ROM一个存储版本，售价为3999元人民币。
透明尊享版另有两个特殊版本，其中一个采用8GB RAM/256GB ROM存储组合，镜头模组和光圈值与标准版相同。该版本售价为3699元人民币，与小米9标准版的对应内存版本售价相同；另一个版本为小米专为其代言王源推出的定制款，采用8GB RAM/128GB ROM存储组合，镜头模组和光圈值与标准版相同，无线充电的圆形线圈中心镌刻有ROY（王源的英文名）标识，该版本售价3599元人民币，内置王源的海报及限量版收藏证书，限量发售。

## 代言人
据小米手机官方微博@小米手机 2019年2月13日消息，TFBOYS组合成员王源正式成为小米手机品牌代言人，代言期为一年，至后代产品小米10发布前终止。

## 设计及工艺
小米9及小米9透明尊享版使用纤薄的机身设计，机身厚度控制在7.6毫米左右，玻璃后盖则采用全曲面设计，从而更容易贴合手掌。其全息幻彩蓝及全息幻彩紫两个配色均采用衍射炫光镀膜，有类似光碟的光线纹理。摄像头区域的广角镜头周围则围有一圈高亮银色镀膜，小米称之为“全系天使眼”设计。

## 销售
小米9于北京时间2019年2月26日上午10时在线上线下各渠道发售，首批供货仅用53秒即全面售罄。但亦有网友发现小米天猫旗舰店仅仅发售了7000台小米9，怀疑现货不足；而小米官方则认为自从小米与红米做切割之后，本次发售的主要群体将偏向于线下新零售渠道；而虽然小米在线下的小米之家普遍采用现场开封的方式以杜绝黄牛囤货，但线下渠道的范围本身就包括黄牛和网贷平台，而这些商家则可以直接获得小米的供货并加价出售。
2019年3月下旬，小米9逐渐开始不限量供应，并开始追加8G/256G的透明版本以及全息幻彩蓝、幻彩紫两个版本。直至2019年11月28日前后清仓退市。
2020年3月中旬，小米将小米9的机型介绍页、相关参数及销售页撤下，点击原有有效网址将直接跳转至小米商城主页。

## 争议
- 小米9的电池容量由于仅为3300mah，且搭载了功耗较大的旗舰处理器，导致续航能力不甚理想，实际使用中需要频繁充电，和发布会所述续航能力严重不符，引发网友和用户的吐槽[11]。
- 2019年3月7日，微博有网友爆出新买到的小米9手机无闪光灯开口[12]，小米售后虽迅速与该用户联系并进行了处理，但仍有部分网友因此质疑小米的品控问题。更有好事者将有闪光灯开孔的小米9照片通过PS手段去除[13]，引发网友对于小米9闪光灯不开槽的现象为普遍现象的疑虑。小米的高管因此拉黑并禁言了部分恶意前来反映质量问题的网友的账号，但有部分账号实为误封。这一事件再次引发网友的激烈争论。